# Enicurus
Enicurus és un gènere d'ocells de la família dels muscicàpids (Muscicapidae).

## Taxonomia
Segons la Classificació del Congrés Ornitològic Internacional (versió 12.1, gener 2022) aquest gènere està format per 8 espècies:
- Enicurus borneensis.
- Enicurus immaculatus - Enicur dorsinegre.
- Enicurus leschenaulti - Enicur de Leschenault.
- Enicurus maculatus - Enicur ocel·lat.
- Enicurus ruficapillus - Enicur cap-roig.
- Enicurus schistaceus - Enicur dorsigrís.
- Enicurus scouleri - Enicur petit.
- Enicurus velatus - Enicur de la Sonda.

Tanmateix, el Handook of the Birds of the World i la quarta versió de la BirdLife International Checklist of the birds of the world (desembre 2019), compten 7 espècies, car es segueix el criteri taxonòmic de considerar Enicurus borneensis com una subespècie de l'Enicur de Leschenault (E. l. borneensis).